# ウェズリアン大学
ウェズリアン大学（英語: Wesleyan University [ˈwɛsliən, ˈwɛzliən]）は、コネチカット州ミドルタウンに本部を置くアメリカ合衆国のリベラル・アーツ大学。1831年創立、1831年大学設置。
高い質の教育を少人数で行っているリベラル・アーツ・カレッジの一つである。中でも、ウィリアムズ大学、アマースト大学とともにリトル・スリーと呼ばれており、特に名門とされる。アメリカの大学ランキングでは常に最上位グループに位置しており、フォーブス誌による2016年度版の全米大学ランキングでは9位、リベラルアーツ大学ランキングでは3位に位置している。
校名は「ウェスレヤン」とも発音されるが、日本では「ウェズリアン」の表記で定着している。

## 沿革
キリスト教メソジスト派の大学として初代総長であるウィルバー・フィスクによって1831年にコネチカット州ミドルタウンに設立された。米国内で最も教育上先進的な機関として名高く、アメリカの大学の中で初めて学部生のためだけの科学施設であるJudd Hall (卒業生Orange Juddに因む)が作られた。1872年には当時のアメリカの大学では革新的であった女性の在籍が認められ"Wesleyan Experiment"と称された。しかし、1909年には女子の新入生受け入れを中止した。ウェズリアン大学の女子卒業生の一部は、それに呼応し、ニューロンドンのコネチカット女子大学（現コネチカット・カレッジ）創立に尽力した。
1910年に300だった学生数は、1960年には800を超えた。1970年代まではリトル・スリーの残りの2校であるウィリアムズ大学やアマースト大学に比べて学生数は少なかったがその後大幅に増加し、今では3000人弱の学生が在籍している。1937年には教会の影響を排除しており、今では宗教色は一切ない。
ウェズリアン／ウエスレヤン(英：Wesleyan)という名前は、メソジズムを18世紀英国で興したジョン・ウエスレー(英：John Wesley)にちなんでいる。ウェズリアン大学の他にもテネシー•ウエスレヤン大学等20ほどの大学がウエスレーの名を大学名の由来としているが、一部を除きウェズリアン大学とは関係ない。また、日本にもかつて長崎ウエスレヤン大学が存在したが、2021年から鎮西学院大学へと校名を変更した。なお、英名はNagasaki Wesleyan Universityのままである。
ウェズリアン大学の歴史に関する書籍は二つ発刊されている。一つはWesleyan's First Century (1932年, Carl F. Price)であり、もう一つはWesleyan University, 1831-1910: Collegiate enterprise in New England (1999年, David B. Potts)である。

## キャンパス
ウエスレヤン大学のキャンパスはコネチカット州ミドルタウン市西部にある。1.5平方kmの敷地内には340もの建物が建っており、キャンパス内には多くの芝生の広場があるためゆったりとした雰囲気を感じることができる。ミドルタウン中心街からわずか300m西に進んだ辺りからウエスレヤン大学の建物が見られ、500mも進めばキャンパスの中心に至る。
キャンパス北部には大学所有の映画館、数々の音楽・ダンスホールや美術スタジオなど、芸術専攻に関する建物が立ち並ぶ。中心部は野球コートやユスダン学生センター、フォス・ヒルと呼ばれる大きな丘など学生が集まる場に加え、大学運営のオフィスが入ったノースカレッジ、サウスカレッジが位置している。この二つの建物はミドルタウン市から購入された建物で、設立当時唯一の敷地であった。しかし1906年にノースカレッジは火事により焼失してしまった(1909年再建)ため、災禍を逃れたサウスカレッジのみが設立時から残る建物である。これらの建物に次いで、南にキャンパスは拡張し、記念チャペル、図書館（現在は劇場へと改築されている）、ジャッドホールが建設された。これらの初期建築群の南にはオリン記念図書館、PAC、シャンクリン研究棟などが建っている。その更に南にはバターフィールド寮群がある。キャンパス西部には数多くの学生寮があるほかウェスショップと呼ばれる学内唯一の売店、またフリーマン・アスレチック・センターやアメリカンフットボール場、ラグビー場などのスポーツ関連施設が見られる。

### 図書館
ウェズリアン大学には180万冊の書籍と、10000を超える雑誌等の定期刊行物があり、その大部分はオリン記念図書館に所蔵されている。キャンパスにおける最初の図書館は南北戦争直後に建てられたRich Hallと呼ばれる建物だった（現在は改築され劇場となっている）。オリン記念図書館はMcKim, MeadそしてWhiteの三人によってデザインされ、1925年に着工、28年に大学に寄贈された。学内で二番目に大きな図書館はサイエンスライブラリーであり、25万冊の科学的書物、論文、雑誌、その他刊行物を所蔵している。また、かつてダビソン芸術センターにはアートライブラリーがあったが、2013年に廃止され、蔵書はオリン記念図書館へと移動した。他にもCollege of Lettersや後述のCSSなどをはじめとして、学部ごとに小さな図書館が幾つかある。
- オリン記念図書館（1927年）：100万冊以上の蔵書を誇るウエスレヤン大学最大の図書館。1868年に建てられた教会が元となっている。1927年の完成及び開館以来、38年、56年、86年、92年と改築を何度も繰り返した。1986年の改築は元の建物の周りにU字型の建物を付け足す形をとったため、室内にも昔の外壁が見られる。コネチカット州の政府資料なども所蔵されている。[11]

### 主な建物
- ユスダン学生センター（2007年）：2007年に10年越しの計画の末完成された。地上三階建てで地下一階建てである。二階にあるユスダン・マーケットプレイスはキャンパスにおけるメインの食堂であり、キャンパスで唯一朝食を提供している。また一階にはビリヤード台やフーズボール台、ソファ等があり学生がリラックスしたり勉強したりできるスペースとなっている。一階にはこの他にも、学内でのショーやコンサート及び大学運営のシャトルなどのチケットを購入できるボックス・オフィスや、観光客等訪問者向けのインフォメーションデスクがある。ウェズリアン・ステーションという大学における郵便局もあり、生徒はここで郵便物を受け取る。更に校章やマスコットのカーディナル（ショウジョウコウカンチョウ）が入ったパーカー・マグカップなどを販売しているスクール・ショップもある。その他、コピー機、FAX機、コンピュータ、自動販売機や、学内唯一のATM（バンク・オブ・アメリカ）が設置されている。地下には音楽スタジオがあり生徒が結成したバンド等が練習を行える。[12][13]
- アルブリットン・センター（1904年）：米西戦争中に罹患した病で亡くなったジョン・ベル・スコット（1881年卒）を称え、スコット研究棟として建てられたボザール様式の3階建ての建物。1984年には改築され学生センターとなったが、上述のユスダン学生センター開館とともに、学生センターとしての役目を終え、学術用目的で再度使われることとなった。現在はジェンダー学等の学部の他、社会起業センターやEspwessoという学生運営のカフェなどがある。2011年にはU.S. Green Building Councilからアルブリットンセンターの改築はLeadership in Energy and Environmental Design (LEED)分野（エネルギーと環境におけるリーダーシップ分野）において金賞を受賞している。[14]
- フリーマン・アスレチック・センター（1990年）：2200万ドルをかけて建てられた。施設オープン当時は5,600平方メートルの室内運動場（陸上トラック、テニスコート、ウォールクライミング用施設、レスリング用施設等）、50メートルプール、アイスホッケー場/スケートリンクや、ロッカールーム等のみだったが、2005年1月には1300万ドルをかけた増築が完了し、1200人収容のバスケットボール、バレーボール用新体育館、700平方メートルのフィットネスセンター（100以上のトレーニングマシンを有する）、及び Rosenbaum スカッシュセンター（8面）が新たに加わった。周囲にはサッカーコート、アメリカンフットボールコート、陸上トラック、ソフトボール場などがある。[15]
- フェアウェザー（2007年）：ユスダン学生センターに隣接する建物。地上二階建てで、地下は一階迄ある。ベッカムホールと呼ばれる収容人数200人、約270平方メートルの多目的ホールのほか、2つのダンススタジオ等がある。[16]
- エクスリー・サイエンス・センター：地下1階から地上5階まである科学系の教室の入った建物。学内最大の講堂であり、過去の名誉教授Max Tishlerから名前をとったティシュラー講堂がある（定員150名）。その他パイカフェという小さな喫茶店や、キャンパスではオリン記念図書館の次に大きい図書館であるサイエンスライブラリーがある。物理学部、数学部等の建物となっている。
- パブリック・アフェアーズ・センター(PAC)（1955年）：経済学、政治学、歴史学、社会学及び後述のCSSがある地上四階建ての建物。四階にはCSSライブラリという小さな図書館もある。ハリマンホールという寮の跡地に、シャッツシュナイダー教授の指揮のもと1954年に建設が開始された。1955年に開館したものの、1967年に社会学部の新設に伴って増築されている。全ての社会科学の教員のオフィスが入っており、学問間の刺激を誘発することを目的としている。[17]先述のオリン記念図書館と隣接しており、両者は地下でつながっている。
- ハリマンホール（1833年購入）
- ジャッドホール：心理学部の建物。
- シャンクリン研究棟
- ホールアットウォーター研究棟
- ヴァンヴレック天文台
- バターフィールド寮郡
- ノースカレッジ（事務）
- サウスカレッジ（事務）
- 記念チャペル
- ダビソン芸術センター

## 大学
ウェズリアン大学は40の学部を持ち、900以上の授業を毎学期開講している。学部生は47の専攻から選んで学士号を取得することができる。基本的には二年生の春学期に専攻を宣言することとなっている（College of Social StudiesとCollege of Lettersは一年生の春学期に宣言するなど例外もある）。
47の専攻は以下の通り：アフリカ系アメリカ人文化学、アメリカ学、人類学、考古学、美術史、美術、天文学、生物学、化学、古典、College of East Asian Studies、College of Letters、College of the Environment、College of Social Studies (詳しくは後述)、コンピュータ・サイエンス、舞踊、地学および環境学、経済学、英語、フェミニスト・ジェンダー及び性に関する研究、映画作成学、ドイツ学、政治学、歴史学、ラテンアメリカ文化学、数学、数学-経済の総合プログラム、中世学、分子生物学および生物化学、音楽、神経科学および行動科学、哲学、物理学、心理学、宗教学、ロマンス言語学および文学、ロシア・東欧文化学、ロシア語およびロシア文学、社会における科学のあり方、社会学、演劇。
これらの47の専攻のうち15、つまり約3分の1が学際プログラムである。また、二つ以上の専攻を持って卒業することも可能であり、実際40％以上の生徒が二つ以上の専攻を持って卒業している（ダブル・メジャー）。また、52％の生徒は自らで専攻を作って卒業している(Independent Studyと呼ばれる)。2012年2月からは副専攻プログラムの提供も始まった。
ウェズリアン大学には工学部がないため、カリフォルニア工科大学及びコロンビア大学工学部とともに3-2プログラムと称されるプログラムを提供している。このプログラムは5年かけてウェズリアン大学及び、カリフォルニア工科大学またはコロンビア大学工学部のいずれか、の2つの学位を取得できるプログラムであり、専門的な学習はウェズリアンのキャンパスを離れて行う。5年目の学費は免除される。
授業は少人数制であり、10から19人の授業がほとんどで、学生対教員の比率は9:1である。
ライティング能力がどの学部でも重視されており、99％を超える学生がライティングのカリキュラムを終了している。
一年生にはライティング、分析、議論及び批判的思考力を養うことを主目的とした一年生専用のセミナーが提供される。

### CSS(The College of Social Studies)
CSSとはThe College of Social Studiesの略であり、1959年に歴史学、経済学、政治学及び哲学を統合して生まれたウェズリアン大学独特の学部である。生徒個人の知的独立とともに生徒と教授の間の協力的、社会的関係の構築に焦点を当てている。生徒はプログラムの10.5単位(卒業論文を書く者は11.5)のうち5.5を二年生のうち取得する。二年生の間は西洋の近代社会の成立を歴史的、経済的、政治的観点から勉強し、期末試験は総合的なものとなっている。三年生はよりグローバルな視点からの分析となり、四年制になると卒業論文もしくは卒業エッセイの執筆が課される。

## 大学院

### 学部別プログラム
ウェズリアン大学では11の学部別の大学院プログラムがある。ただしこれらは自然科学、数学、コンピューター・サイエンス、心理学そして音楽の分野に限られる。プログラム修了後には文学修士(Master of Arts)、理学修士(Master of Science)もしくは博士号が授与される。

### GLSP(Graduate Liberal Studies Program)
ウェズリアン大学が1953年に全米で初めて開始したプログラムで、リベラルアーツの分野での修士プログラムである。現在では多くの大学が類似したプログラムの提供を行っている。学部に縛られない学際的な研究の機会を院生に与えているプログラムである。
このプログラムの生徒の多くが近隣で私立公立を問わず教員職に付いているか既に一度大学院に通っている。

## 大学運営と資金力
大学運営にあたっては卒業生等による寄付（エンダウメント）及び生徒から徴収される学費がその主な資金源となっている。
寄付額はその年ごとに変わるものの、年間60万ドル程度である。これは他のリベラルアーツ・カレッジに比べて少なめであり、全米リベラルアーツ・カレッジの中では23位に位置している。
寄付額が少ないため学費は比較的高く、寮費食事代を含め2013年度は年間$59,914である。ただ、返済不要の財務援助も充実しており2012-13年には46%の学生が平均して$39,026の支払いを免除されている。また、後述のフリーマン奨学金プログラムも返済不要の奨学金である。
- 学長：現在の学長であるマイケル・ロスはウェズリアン大学出身の第16代学長である。人文科学者であり、就任前はカリフォルニア美術大学の第8代学長であった。
- 教員数：385（うち全員が学部生に対して授業を持っていると同時に研究も行っている。[32]
- 学部生：2900（男性52% 女性 48%）（白人69%、アジア系8%、アフリカ系7%、ヒスパニック10%など）（8%が留学生）[32]
- 大学院生：年間200人ほど

## フリーマン奨学金
- フリーマン奨学金プログラム（英：Wesleyan Freeman Asian Scholars Program）は、中国、香港、インドネシア、日本、マレーシア、フィリピン、シンガポール、大韓民国、台湾、タイ、ベトナムの各国及び地区から毎年1名ずつ選抜し(リーマンショック以前は各国から毎年2名ずつ)、4年間学費を全額支給するというプログラム。アジア11カ国から選抜された奨学生は、ニューイングランドの自然に囲まれたキャンパスでアメリカ人生徒やほかの留学生とともに学び、ともに暮らす。
- AIGの創始者の一人であるMansfield Freemanが設立したフリーマン財団によって運営されているプログラムであることから、フリーマン奨学金と呼ばれている。また、日本での運営はAIGが受け持っている。

## 文化におけるウェズリアン大学
ウェズリアン大学に関する書籍は30冊以上発刊されているが日本語で書かれたものや、邦訳されているものは数少ない。
- 「おじいちゃん日本のことを教えて」（著：中條高徳）では中條の孫娘景子がウェズリアン大学に留学する。
- アメリカの大学の入学者選抜の仕組みを大学内部から描いたノンフィクション、"The Gatekeepers"(en:Jacques Sternberg, 2002)ではウェズリアン大学の入学審査官が登場する。この作品はアメリカ国内では大きな反響を呼んだ。

また、ウェズリアン大学は、文学、劇場映画、テレビドラマなどにも登場する。ただし、撮影場所には、別の大学のキャンパスが利用されることもある。
- ママと恋に落ちるまで（原題：How I Met Your Mother）に登場する主人公のうち3人（Ted Mosby, Lily Aldrin, Marshall Eriksen）はウェズリアン大学の卒業生である。また、劇中にはウェズリアン大学におけるシーンも登場する。撮影はキャンパスでは行われていない。

## 著名な卒業生
- アキヴァ・ゴールズマン（脚本家、映画プロデューサー/代表作『ダ・ヴィンチ・コード』）
- エドワード・ソーンダイク（心理学者、教育学者、教育測定運動の父）
- アレックス・カーツマン（映画監督）
- ダニエル・デネット（哲学者、2年次にハーバード大学へ転学）
- ウィリー・ガーソン（俳優）
- ダナ・デラニー（女優、声優）
- マイク・ホワイト（脚本家）
- マイケル・ベイ（映画監督）
- エドワード・ケネディ・ジュニア（実業家、Marwood Group社長）
- ダニエル・ハンドラー（小説家）
- ジュディ・ダナウェイ（作曲家）
- ジョス・ウェドン（著作家、脚本家、ディレクター、プロデューサー/ヒューゴー賞受賞）
- ジョナサン・シュワルツ（サン・マイクロシステムズ社の元社長兼CEO）
- ビル・ベリチック（NFLのチームニューイングランド・ペイトリオッツのヘッドコーチ。通算300勝を挙げた2人目のヘッドコーチであり、3度コーチ・オブ・ザ・イヤー賞を受賞）
- ジョン・タートルトーブ（映画監督）
- ユージン・スタンレー（物理学者、経済物理学の提唱者）
- ロバート・ラドラム（小説家/代表作『The Bourne Identity』）
- ローラ・フレイザー（女優）
- ジョン・ペリー・バーロウ（電子フロンティア財団の創設者の一員）
- ポール・ワイツ（映画監督）
- MGMT（ポップバンド）
- Stephen Trask（作曲家、作詞家）
- John Woodhouse（Sysco社副社長）
- Philip Trager（写真家/作品はメトロポリタン美術館などに展示されている）
- Strauss Zelnick（ZelnickMedia社の創始者兼社長）
- John Yang（ジャーナリスト、 NBCニュース記者、 ピーボディ賞受賞）
- Michael Yamashita（写真家、 ナショナルジオグラフィック協会所属）
- クレイグ・トーマス（脚本家。多数の人気番組を手がける。/代表作『ママと恋に落ちるまで』）
- ティアニー・サットン（ジャズ・シンガー、グラミー賞ノミネート）
- C. Sumner (Chuck) Stone（ジャーナリズムの権威、Philadelphia Daily Newsの編集長）
- Mark Steinmetz（写真家/Guggenheim Fellowship受賞）
- Wendy Spero（女優、コメディアン、作家）
- David Skaggs（アメリカ合衆国上院議員）
- Randy Siegel（Parade誌の編集長）
- Marc Shmuger（ユニバーサル・ピクチャーズ社長）
- Alan Shestack（ナショナル・ギャラリーの代表取締役）
- Theodore Shaw（コロンビア大学ロースクール教授、全米黒人地位向上協会会長）
- David Schreff（NBA会長）
- ジョージ・タッカー（1984年、1988年のオリンピックにリュージュの選手として出場）
- Roger Weisberg（ドキュメンタリー監督）
- Laura Walker（米国最大の地方ラジオ局WNYC社のCEO兼社長）
- Frank Wood（俳優/トニー賞受賞）
- Christopher Wink（ブルーマングループの創始者）
- Dar Williams（フォークシンガー）
- ブラッドリー・ウィットフォード（俳優/エミー賞受賞）
- ラエル・ブレイナード（米連邦準備制度理事会（FRB）理事）
- リン＝マニュエル・ミランダ（音楽家・俳優/ピューリッツァー賞・トニー賞受賞）
- ビーニー・フェルドスタイン（女優/ゴールデングローブ賞主演女優賞ノミネート）
- 柘植元一（博士号、東京藝術大学名誉教授、元国際伝統音楽学会（ICTM）理事[33]）
- 斎藤幸平 (日本の哲学者、東京大学准教授）
- 樺山愛輔（日本の政治家、アマースト大学へ2年終了時に転校）
- 曽根健孝（日本の外交官）

## 主な教員
- ウッドロウ・ウィルソン（1888−1890）− 第28代アメリカ合衆国大統領
- ハンナ・アーレント（1962−1963）− アメリカ合衆国の政治哲学者、政治思想家
- V・S・ナイポール （1979）− ブッカー賞及びノーベル文学賞賞受賞
- Annie Dillard（2006）− ピューリッツァー賞受賞
- Leslie H. Gelb（1964−1967）− ピューリッツァー賞受賞
- Richard N. Goodwin（1965−1967）− ジョン・F・ケネディのスピーチライターとして活躍
- Paul Horgan （？）− ピューリッツァー賞2回受賞受賞
- Nathan M. Pusey（？）−　第24代ハーバード大学学長
- Carl Emil Schorske（1950−1959）− ピューリッツァー賞受賞
- Gary Yohe（現在） − 2007年にノーベル平和賞受賞
- リチャード・ウィルバー（1950–1980）− 第2代アメリカ合衆国桂冠詩人、ピューリッツァー賞2回受賞
- Gordan P. Eaton（1955−1959）− 地質学者。ビル・コリン政権下でアメリカ地質調査所の監督者として活躍
- マックス・ティシュラー（1970−1989） − 世界的な医薬品大手企業、メルクの元社長
- Edgar S. Brightman （1915−1919）− 哲学者
- 大村智（2005−） − ノーベル生理学・医学賞受賞
- 柘植元一（1970−1979）
- ダニエル・パトリック・モイニハン（1964−1967、ファカルティ・フェロー）− 政治家
- ハーバート・リード（1964−1965）− 詩人、文芸批評家、美術批評家

## Japan at Wesleyan
2012年に開設された、ウエスレヤン大学に通う日本人学生が中心となって運営しているブログである。アメリカの大学の学部生活や生徒たちが考えたことを紹介している。米国大学学部に関する数少ないブログのうちの一つである。

## その他
- 少人数制のため、授業では討論・論文が総合大学と比べ多い。
- 革新的な校風を持っていることや、総合大学の中でも絵画、音楽、演劇、舞踊、映画作成など芸術に関するプログラムの充実度で知られる。
- 在学生の半数以上がSAT (大学進学適性試験)で2180点以上を取っており[34]、このスコアはハーバード大学やプリンストン大学などのアイビー・リーグに匹敵する。
- 例年留学生の割合は7～9%程度で、米国内でも高い数字となっている。[35]
- 留学生はTOEFL iBTでの100点以上のスコアの提出が必要。
- ウェズリアン、ウェスリアン、ウェズリヤン、ウェスリヤンなどの表記の揺れがみられる。